# Glauburg
Glauburg est une municipalité allemande située dans le land de la Hesse et l'arrondissement de Wetterau.
Sur cette commune se trouve le Glauberg, important oppidum gaulois du  Hallstatt.